# Casa Soldevila-Bussanya
La Casa Soldevila és una obra de Ripoll protegida com a Bé Cultural d'Interès Local.

## Descripció
L'edifici, format per planta baixa, quatre pisos i altell, presenta tres nivells de façana: un de central de més alçada que els laterals. Dels baixos destaca la presència de tres arcades de punt rodó; la central té una dovella amb les lletres JS sobreposades i la data 1932; les inicials corresponen al promotor de la reforma de la casa Josep Soldevila.
La façana presenta vuit fileres verticals, n'hi ha amb balcons i d'altres amb finestres. A l'altell hi ha cinc obertures, tres d'elles són arcs de punt rodó que s'aixequen sobre dues columnes centrals. La façana lateral que dona a la plaça presenta una combinació de finestres i balcons. Les pedres cantoneres tenen decoració incisa. La coberta, de teula àrab, presenta sis nivells diferents. El disseny de les baranes dels balcons és senzill.